# Luigi Carpaneda
Luigi Carpaneda, född 28 november 1925 i Milano, död 14 december 2011 i Milano, var en italiensk fäktare.
Carpaneda blev olympisk guldmedaljör i florett vid sommarspelen 1956 i Melbourne.